# Liste der Biografien/Hani
Liste der Biografien |
Portal Biografien |
Personensuche
# |
A |
B |
C |
D |
E |
F |
G |
H |
I |
J |
K |
L |
M |
N |
O |
P |
Q |
R |
S |
T |
U |
V |
W |
X |
Y |
Z |
?
 
Ha |
Hd |
He |
Hi |
Hj |
Hk |
Hl |
Hm |
Hn |
Ho |
Hr |
Hs |
Ht |
Hu |
Hv |
Hw |
Hy
 
Haa |
Hab |
Hac |
Had |
Hae–Haf |
Hag |
Hah |
Hai |
Haj |
Hak |
Hal |
Ham |
Han |
Hao |
Hap |
Haq |
Har |
Has |
Hat |
Hau |
Hav |
Haw |
Hax |
Hay |
Haz
 
Hana |
Hanb |
Hanc |
Hand |
Hane |
Hanf |
Hang |
Hanh |
Hani |
Hanj |
Hank |
Hanl |
Hanm |
Hann |
Hano |
Hanp |
Hanq |
Hanr |
Hans |
Hant |
Hanu |
Hanv |
Hanw |
Hanx |
Hany |
Hanz
Die Liste der Biografien führt alle Personen auf, die in der deutschsprachigen Wikipedia einen Artikel haben. Dieses ist eine Teilliste mit 124 Einträgen von Personen, deren Namen mit den Buchstaben „Hani“ beginnt.

## Hani
- Hani (* 1992), südkoreanische Sängerin
- Hani, Chris (1942–1993), südafrikanischer Politiker
- Häni, Daniel (* 1966), Schweizer Unternehmer
- Häni, Gaston (1951–2023), Schweizer Schauspieler und Clowndarsteller
- Hani, Gorō (1901–1983), japanischer Historiker
- Hani, Habiba (* 2005), ägyptische Squashspielerin
- Häni, Manfred (* 1955), Schweizer Fussballspieler und -trainer
- Hani, Motoko (1873–1957), japanische japanische Journalistin und Kämpferin in der Frauenbewegung
- Hani, Susumu (* 1928), japanischer Filmregisseur und Drehbuchautor

### Hanic
- Hanich, Bruno (1902–1963), deutscher Maler und Graphiker
- Hanich, Philipp (* 1980), deutscher bildender Künstler und Musiker
- Hanich, Theresa (* 1983), deutsche Schauspielerin
- Hänichen, Daniel (1566–1619), deutscher Lehrer und Theologe
- Hänichen, Felix Oskar (1865–1946), deutscher Kaufmann und Politiker, MdR
- Hänichen, Friedrich (1883–1962), deutscher Jurist und Kommunalpolitiker
- Hänichen, Gustav (1860–1924), deutscher Architekt
- Hänicke, Edfrid (1912–1982), deutscher Politiker (FDP)
- Hanickl, Johann Christoph, böhmischer Unternehmer, Blaufarbenwerksbesitzer, Kommunalpolitiker, Stadtkämmerer und Ratsassessor
- Hanicová, Eva (* 2004), slowakische Snowboarderin
- Hanicque, Antoine Alexandre (1748–1821), französischer General der Artillerie

### Hanie
- Haniel von Haimhausen, Edgar (1870–1935), deutscher Diplomat
- Haniel, Aletta (1742–1815), deutsche Unternehmerin
- Haniel, Carl (1811–1861), deutscher Unternehmer
- Haniel, Christof von (* 1960), deutscher Keyboarder, Mitglied der Band Schürzenjäger
- Haniel, Curt Alfons (1884–1914), deutscher Geologe und Paläontologe
- Haniel, Eduard James (1844–1904), Unternehmer der Montanindustrie
- Haniel, Erich (* 1933), deutscher Verwaltungsjurist
- Haniel, Franz (1779–1868), deutscher Unternehmer und Namensgeber der Franz Haniel & Cie. GmbHFranz Haniel (1779–1868)

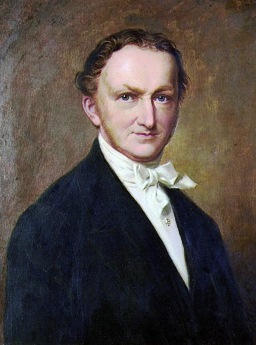
Franz Haniel (1779–1868)

- Haniel, Franz (1883–1965), deutscher Großindustrieller
- Haniel, Franz junior (1842–1916), deutscher Unternehmer
- Haniel, Franz Markus (* 1955), deutscher Manager
- Haniel, Friedhelm (1888–1938), deutscher Landschaftsmaler, Reeder und Kunstsammler
- Haniel, Gerhard (1774–1834), deutscher Unternehmer
- Haniel, Gerhard von (1888–1955), deutscher Maler
- Haniel, Hugo (1810–1893), deutscher Unternehmer
- Haniel, Jacob Wilhelm (1734–1782), deutscher Kaufmann
- Haniel, John (1849–1912), Landrat, Unternehmer, Abgeordneter
- Haniel, Karl (1877–1944), deutscher Unternehmer
- Haniel, Klaus (1916–2006), deutscher Unternehmer
- Haniel, Ludwig (1817–1889), deutscher Unternehmer
- Haniel, Paul (1843–1892), deutscher Verwaltungsbeamter
- Haniel-Lutterotti, Ellen (1914–1970), deutsche Kunsthistorikerin
- Haniel-Niethammer, Fritz von (1895–1977), deutscher Politiker (CSU), MdL, MdB

### Hanif
- Hanif Khan, Rana Mohammad (1921–2005), pakistanischer Politiker
- Hanif, Mohammad (* 1961), iranischer Schriftsteller und Gelehrter
- Hanif, Mohammed (* 1965), pakistanischer Autor und Journalist
- Hanifah, Kamilah, bruneiischer Diplomatin
- Hanifeh, Amir Mahdi (* 2002), iranischer Zehnkämpfer
- Hanifen, Richard Charles Patrick (* 1931), US-amerikanischer Geistlicher, Altbischof von Colorado Springs
- Hanifin, Noah (* 1997), US-amerikanischer Eishockeyspieler

### Hanig
- Hänig, David Pauli (1863–1920), deutscher Physiologe
- Hanig, Florian, deutscher Drehbuchautor, Redakteur und Journalist
- Hanig, Gustav (* 1944), deutscher Eishockeyspieler
- Hänig, Willy (1888–1947), deutscher Ingenieur
- Hanighen, Bernie (1908–1976), US-amerikanischer Liedtexter, Komponist und Musikproduzent

### Hanij
- Haniji († 1395), König von Hokuzan

### Hanik
- Hanika, Anna (1903–1988), österreichische Kontoristin und Widerstandskämpferin
- Hanika, Beate Teresa (* 1976), deutsche Fotografin und Schriftstellerin
- Hanika, Iris (* 1962), deutsche SchriftstellerinIris Hanika (* 1962)

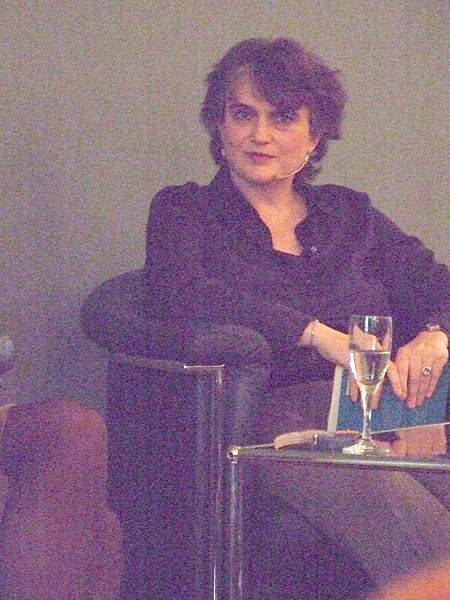
Iris Hanika (* 1962)

- Hanika, Josef (1900–1963), deutsch-tschechischer Volkskundler
- Hanika, Miriam (* 1988), deutsche Oboistin und Liedermacherin
- Hanika, Susanne (* 1969), deutsche Schriftstellerin
- Hanika, Sylvia (* 1959), deutsche Tennisspielerin
- Hanikel, Marcus (* 1983), österreichischer Fußballspieler

### Hanim
- Hanım, Nigâr (1856–1918), türkische Dichterin
- Hanimann, Alex (* 1955), Schweizer Künstler
- Hanimann, Joseph (* 1952), Schweizer Journalist, Essayist und Autor

### Hanin
- Hanin, Charles (1914–2012), belgischer Politiker
- Hanin, Florent (* 1990), französischer Fußballspieler
- Hanin, Omer (* 1998), israelisch-portugiesischer Fußballtorhüter
- Hanin, Roger (1925–2015), französischer Schauspieler und Filmregisseur
- Hanin, Ryszarda (1919–1994), polnische Schauspielerin, Pädagogin, Hochschullehrerin und Regisseurin
- Hanini, Abdul Hakim (* 1965), Gründungsmitglied der Al-Qassam-Brigaden

### Hanis
- Hanis, Fabian (* 2001), deutscher Schauspieler
- Hänisch, Alois (1866–1937), österreichischer Maler, Lithograf und Radierer
- Hanisch, Baldefrid (1919–2010), deutscher Bauingenieur und Professor für Siedlungswasserwirtschaft
- Hänisch, Carl von (1829–1908), preußischer General der Kavallerie
- Hanisch, Carol (* 1942), US-amerikanische radikalfeministische Aktivistin
- Hanisch, Cornelia (* 1952), deutsche Fechterin
- Hanisch, Emmanuel (1882–1940), deutscher römisch-katholischer Bischof
- Hanisch, Erich (* 1909), deutscher Kanute
- Hanisch, Ernst (* 1940), österreichischer Historiker
- Hanisch, Ernst (* 1953), deutscher Chirurg und Professor in Frankfurt am Main
- Hanisch, Frank (* 1953), deutscher Fußballspieler
- Hanisch, Friedrich (1838–1912), österreichischer Politiker
- Hänisch, Gudrun (* 1963), deutsche Synchronschwimmerin
- Hanisch, Hanna (1920–1992), deutsche Schriftstellerin
- Hanisch, Hans-Joachim (1928–2023), deutscher Schauspieler und Synchronsprecher
- Hanisch, Harald (* 1969), österreichischer Songwriter, Komponist und Musikproduzent
- Hanisch, Helmut (1943–2016), deutscher Religionspädagoge und Autor
- Hanisch, Holger (1950–2006), deutscher Mitbegründung zahlreicher sozialer Projekte im Hamburger Stadtteil St. Pauli
- Hänisch, Jens (* 1965), deutscher Journalist und Fernsehmoderator
- Hanisch, Joachim (* 1948), deutscher Politiker (FW), MdL
- Hänisch, Karl Heinrich von (1861–1921), preußischer General der Infanterie
- Hanisch, Karl Heinz (1915–1997), deutscher Gärtner, Journalist und Sachbuchautor
- Hanisch, Manfred (* 1950), deutscher Geschichtsdidaktiker
- Hänisch, Martin (1910–1998), deutscher Grafiker und Maler
- Hanisch, Otto (1843–1924), deutscher Kaufmann und Politiker, MdR
- Hanisch, Otto (1927–2021), deutscher Kameramann
- Hanisch, Peter (* 1935), deutscher Sportfunktionär
- Hanisch, Peter (1952–2009), deutscher Fußballspieler
- Hanisch, Reinhold (1884–1937), zeitweiliger Geschäftspartner HitlersReinhold Hanisch (1884–1937)

Reinhold Hanisch (1884–1937)

- Hanisch, Richard (* 1990), schwedischer Handballspieler
- Hanisch, Rolf (* 1942), deutscher Politologe
- Hanisch, Rudolf (1943–2017), deutscher Tänzer und Choreograf
- Hanisch, Rune (* 1996), deutscher Handballspieler
- Hanisch, Thordies (* 1979), deutsche Politikerin (SPD), MdL
- Hanisch, Uli (* 1967), deutscher Szenenbildner
- Hanisch, Volker (* 1963), deutscher Schauspieler und Synchronsprecher
- Hänisch, Werner (1930–2017), deutscher Politologe
- Hanisch, Wilhelm (1890–1956), österreichischer NSDAP-Kreisleiter
- Hanisch, Wolf Alexander (* 1963), deutscher Reisefeuilletonist und Buchautor
- Hanisch, Wolfgang (* 1951), deutscher Leichtathlet und Olympiamedaillengewinner
- Hänisch, Wolfgang (* 1954), deutscher Erzählforscher
- Hanisius, David († 1681), deutscher Theologe und Bibliothekar

### Hanit
- Hanitsch, Dieter (* 1955), deutscher Polizeibeamter
- Hanitsch, Hugo (1851–1933), deutscher Parlamentarier, Richter und Staatsanwalt im Fürstentum Reuß älterer Linie und Reuß jüngere Linie
- Hanitsch, Richard (1860–1940), Zoologe und Museumskurator
- Hanitzsch, Dieter (* 1933), deutscher Karikaturist, Journalist und Buchautor
- Hanitzsch, Thomas (* 1969), deutscher Hochschullehrer für Kommunikationswissenschaft

### Haniu
- Hani’u, nabatäischer Steinmetz

### Haniv
- Haniver, Kelley (* 1977), britische Leichtathletin, Skilangläuferin und Biathletin

### Haniy
- Haniya, Yutaka (1910–1997), japanischer Schriftsteller
- Haniyya, Ismail († 2024), palästinensischer Politiker der Terrororganisation HamasIsmail Haniyya († 2024)

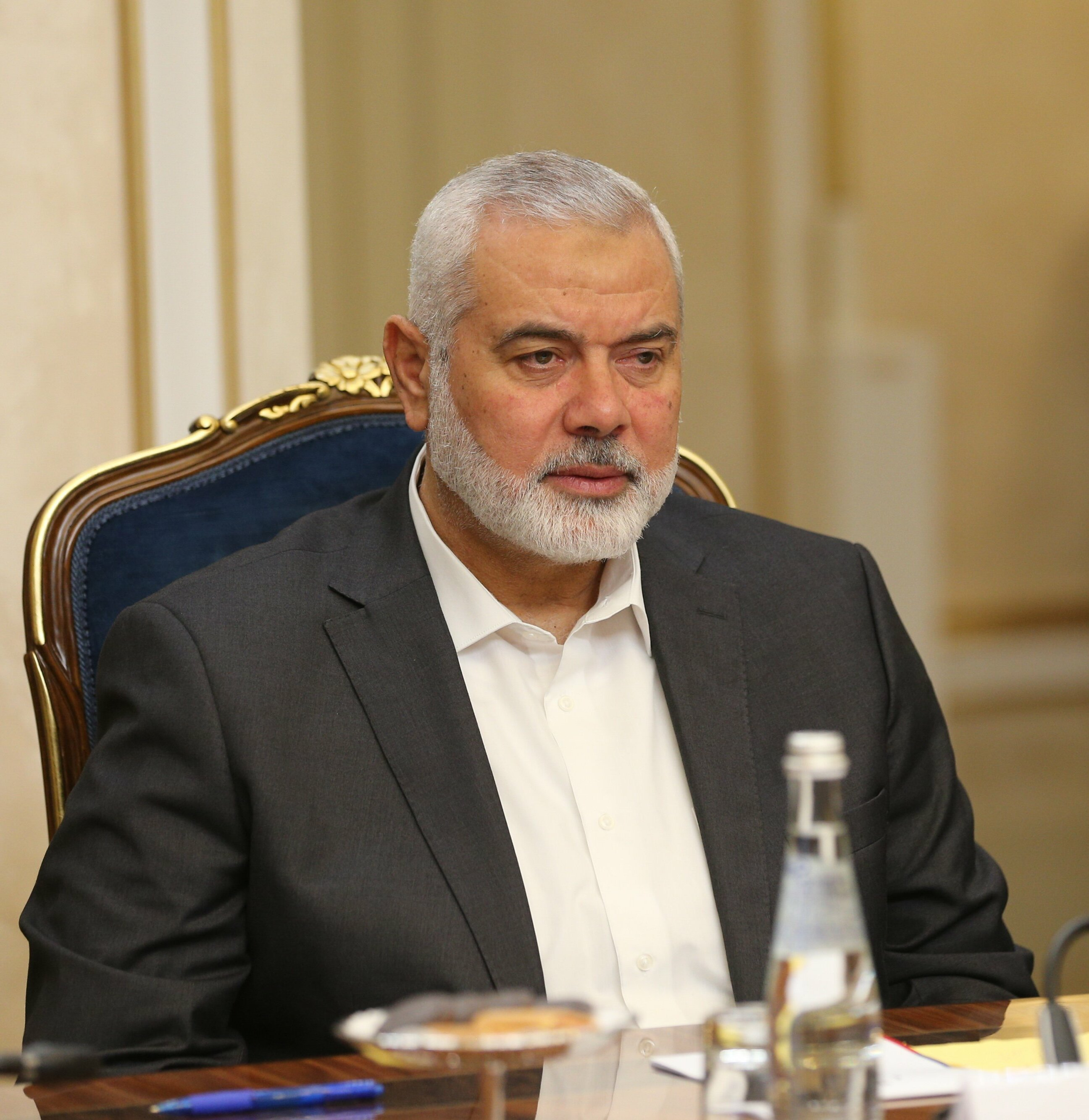
Ismail Haniyya († 2024)